# Radu Gabriel Pârvu
Radu Gabriel Pârvu (n. 29 ianuarie 1956 – d. 3 mai 2021) a fost un scriitor, scenarist și traducător a numeroase scrieri din literatura și filozofia germană, fiind unul din discipolii lui Constantin Noica. În ultimii ani de viață a fost profesor de filozofie la Universitatea „Constantin Brâncoveanu“ din Pitești.,  
Doctor în filosofie al Universității din București, a urmat apoi studii la  Universitatea „Friedrich Wilhelm“ din Bonn, la Universitatea „Ruhr“ din Bochum, la Institutul pentru Științe ale Educației din cadrul Universității din Viena și la Facultatea Tehnică „Otto von Guericke“ din Magdeburg. 
A semnat traduceri din operele celor mai importanți filozofi și autori de limbă germană - Wilhelm Dilthey, Immanuel Kant, Johann Gottlieb Fichte, Friedrich Schelling, Hegel, Arthur Schopenhauer Franz Liszt, Friedrich Nietzsche, Max Scheler, Franz Kafka, Carl Gustav Jung etc.  I se datorează prima traducere integrală în limba română a opus-ului Lumea ca voință și reprezentare de Arthur Schopenhauer. A editat seria de „Opere complete Franz Kafka“ (Editura Rao) și a fost membru al Societății Germaniștilor din România, al Societății Internaționale Schelling din Leonberg, fiind laureat al Premiului Național acordat de Allianz Kulturstiftung din München pentru cel mai bun proiect de traducere din germană în română.

## Cărți de autor
- Paradigme culturale complementare: Noica și Cioran, Editura Institutul European, 2008.
- Dilthey sau despre păcatul originar al filozofiei, Editura Institutul European, 2012.
- De ce urma să coboare din trăsură Frosica?, Editura Trei, București, 2020.
- Frosica și arhanghelul Gavriil, Editura Trei, București, 2024.

## Traduceri
- Franz Liszt, Pagini romantice (trad. de R.G.Pârvu & Adriana Ștefănescu Mitu), Editura Muzicală, București, 1985.
- F. Schelling, F.W.J. Schelling, Sistemul idealismului transcendental, Humanitas, București, 1995.
- G. W. F. Hegel, Lectii despre Platon, Humanitas, București, 1998.
- Wilhelm Dilthey, Esenta filozofiei, Humanitas, București, 2002.
- Immanuel Kant, Religia în limitele rațiunii pure, Humanitas, București, 2004, 2024.
- Friedrich Nietzsche, Dincolo de bine și de rău, (trad. de R.G. Pârvu & Ioana Pârvulescu), Humanitas, București, 2023 (ed. a IV-a.)
- Arthur Schopenhauer, Lumea ca voință și reprezentare, vol. 1 și 2, Humanitas, București, 2012.
- Franz Kafka, Jurnal, editura TREI, 2024.